# 奧地利的瑪麗亞·安娜 (1835-1840)
玛丽亚·安娜女大公（Archduchess Maria Anna of Austria，1835年10月27日－1840年2月5日），奧匈帝國皇帝弗朗茨·約瑟夫一世之妹。父亲是奧地利皇帝斐迪南一世的弟弟法蘭茲·卡爾，母亲是巴伐利亚國王路德維希一世的妹妹苏菲公主。四岁时得癫痫夭折。